# Renato Olmi
Renato Olmi (* 12. Juli 1914 in Trezzo sull’Adda; † 15. Mai 1985 in Crema) war ein italienischer Fußballspieler.

## Karriere

### Im Verein
Der Mittelfeldspieler Renato Olmi begann seine Karriere in seiner Heimatregion, der Lombardei, bei der US Cremonese in der Serie B. Nach einer Zwischenstation bei Brescia Calcio wechselte er 1937 zu Inter Mailand in die Serie A, die zu dieser Zeit Ambrosiana-Inter hießen. Dort spielte er, mit der Ausnahme von 1941/42, als er für Juventus Turin auflief, bis 1943. Nach der Einstellung des Serie-A-Spielbetriebs wegen des Zweiten Weltkriegs ging Olmi zurück zu Cremonese, wo er bis 1946 spielte. Seine Karriere beendete er 1947 dann bei einem kleinen Verein in Cremona.

### In der Nationalmannschaft
Obwohl er vorher kein einziges Mal für die Nationalmannschaft nominiert worden war, wurde Renato Olmi von Nationaltrainer Vittorio Pozzo in den italienischen Kader für die Fußball-Weltmeisterschaft 1938 in Frankreich berufen. Auch bei der WM bekam er keinen Einsatz, wurde mit Italien aber trotzdem Weltmeister. Seine drei Länderspiele absolvierte Olmi im Jahr 1940.

## Erfolge
- Weltmeister: 1938
- Italienische Meisterschaft: 1937/38, 1939/40 (mit Ambrosiana-Inter)
- Coppa Italia: 1938/39 (mit Ambrosiana-Inter), 1941/42 (mit Juventus Turin)